# Newton (Kansas)
Newton ist eine von Mennoniten geprägte Stadt und die Kreisstadt von Harvey County im US-Bundesstaat Kansas. Bei dem United States Census 2020 wurden 18.602 Einwohner gezählt. Newton liegt etwa 30 km nördlich von Wichita, der größten Stadt in Kansas.

## Geschichte
In den ersten Jahren (zwischen 1871 und 1873) wurde Newton als „blutig und gesetzlos – die verruchteste Stadt im Wilden Westen“ bekannt, beispielsweise durch die Schießerei am Hide Park.
Die Geschichte der Stadt Newton ist dabei eng an die Atchison, Topeka and Santa Fe Railway geknüpft. Sie diente als abfertigender Knotenpunkt für die „Santa Fe“. Seit Mitte der 1880er wurde diese Funktion allerdings nach Chicago ausgelagert und das mittlerweile BNSF Railway genannte Unternehmen ist eine der größten Eisenbahngesellschaften in den Vereinigten Staaten.

## Geographie
Die Hauptstraße der Stadt ist der Highway 81, der von Kanada bis nach Südamerika verläuft. Weiterhin verläuft der Highway 50 durch die Stadt, der vom Weißen Haus in Washington, D.C. bis nach Sacramento in Kalifornien führt.
Bis auf den Sand Creek und einige kleine Zuflüsse gibt es im 27,5 km² großen Stadtgebiet von Newton keine Gewässer.

## Demographie
Im Jahr 2000 lebten in Newton 17.190 Menschen. Es gab 6.851 Haushalte und 4.610 Familien. Die Bevölkerungsdichte liegt bei 692,8 Einwohner/km².
86,73 % der Einwohner sind Weiße, 2,30 % Afrikaner, 0,53 % indianischer Abstammung und 12,73 % Hispanics oder Latinos.
Das mittlere Einkommen eines Haushalts beträgt 38.236 $, das mittlere Einkommen einer Familie 45.703 $. 7,9 % der Bevölkerung lebt unterhalb der Armutsgrenze.

## Kultur und Bildung
Neben mehreren Grundschulen (Elementary School) gibt es in der Stadt die Newton High School. Die Schulmannschaften tragen alle den Namen „Newton Railers“, in Anlehnung an die stark von der Eisenbahn geprägte Geschichte der Stadt. Weiterhin gibt es in Newton das Bethel College.
Das ebenfalls vom Bethel College verwaltete "Kaufmann Museum" behandelt die Themen Prärie, Ureinwohner (Cheyenne), Immigranten- und Mennonitenleben.

## Persönlichkeiten
- Rachel Waltner Goossen (* 1960), Historikerin